# Motorola MPx200
Motorola MPx200 je mobilní telefon z dílny společnosti Motorola. Jedná se o Smartphone s operačním systémem Windows Mobile 2002, Windows Mobile 2003, Windows Mobile 5, Windows Mobile 6 a také Windows Mobile 6.1.
Přesto, že není vybaven digitálním fotoaparátem, má poměrně velkou vnitřní paměť a možnost rozšíření paměťovou kartou typu SD a MMC (typ SDIO - umožňuje připojení např. foťáčku nebo bluetooth adaptéru)

## Parametry
- Hmotnost: 118 g
- Rozměry: 89 × 48 × 27 mm
- Displej: 176 x 220 TFT, 65 536 batev (16 bitů)
- Procesor 132 MHz Texas Instruments OMAP 710
- SAR: (na 10 g hmoty) 0,12 W/kg
- Uživatelská paměť 32 MB
- paměťové karty SD/MMC
- Windows Mobile 2002 (lze upgradovat na Windows Mobile 2003, Windows Mobile 5, Windows Mobile 6, Windows Mobile 6.1 a Windows Mobile 6.5)

## Datové přenosy
Pro datové přenosy využívá GPRS a infračervený port, nemá bluetooth ani EDGE.

## Média
Lze přehrát videa včetně DivX, Mpeg, Avi, MP4. Také je možné si přehrát oblíbenou hudbu v MP3, WMA a OGG. Na vyzvánění se může použít Midi, WAV. Ve WM03 WMA, ve WM05 a výš už také MP3.